# 𐞝
Cette page contient des caractères spéciaux ou non latins. S’ils s’affichent mal (▯, ?, etc.), consultez la page d’aide Unicode.
𐞝, appelée l hameçon rétroflexe sanglé en exposant, l hameçon rétroflexe sanglé supérieur ou lettre modificative l hameçon rétroflexe sanglé, est un symbole phonétique des extensions de l’alphabet phonétique international. Il est formé de la lettre l hameçon rétroflexe sanglé ‹ ꞎ › mise en exposant.

## Utilisation
Dans certaines transcriptions utilisant les extensions de l’alphabet phonétique international (API), ‹ 𐞝 › peut être utilisé pour indiquer l’articulation fricative latérale rétroflexe. Par exemple [t𐞝] pour transcrire une consonne affriquée latérale rétroflexe sourde (en) aussi transcrite [t͡ꞎ], en bhadarwahi dans ट्ळा [t𐞝aː] (ou [ʈ͡ꞎaː]) « trois ».

## Représentations informatiques
La lettre modificative l hameçon rétroflexe sanglé peut être représenté avec les caractères Unicode suivants (Latin étendu – F) :
| formes       | représentations | chaînes de caractères | points de code | descriptions                                              | note                            |
| ------------ | --------------- | --------------------- | -------------- | --------------------------------------------------------- | ------------------------------- |
| modificative | 𐞝               | 𐞝                     | U+1079D        | lettre modificative minuscule l hameçon rétroflexe sanglé | codé pour le symbole phonétique |